# Student Agency

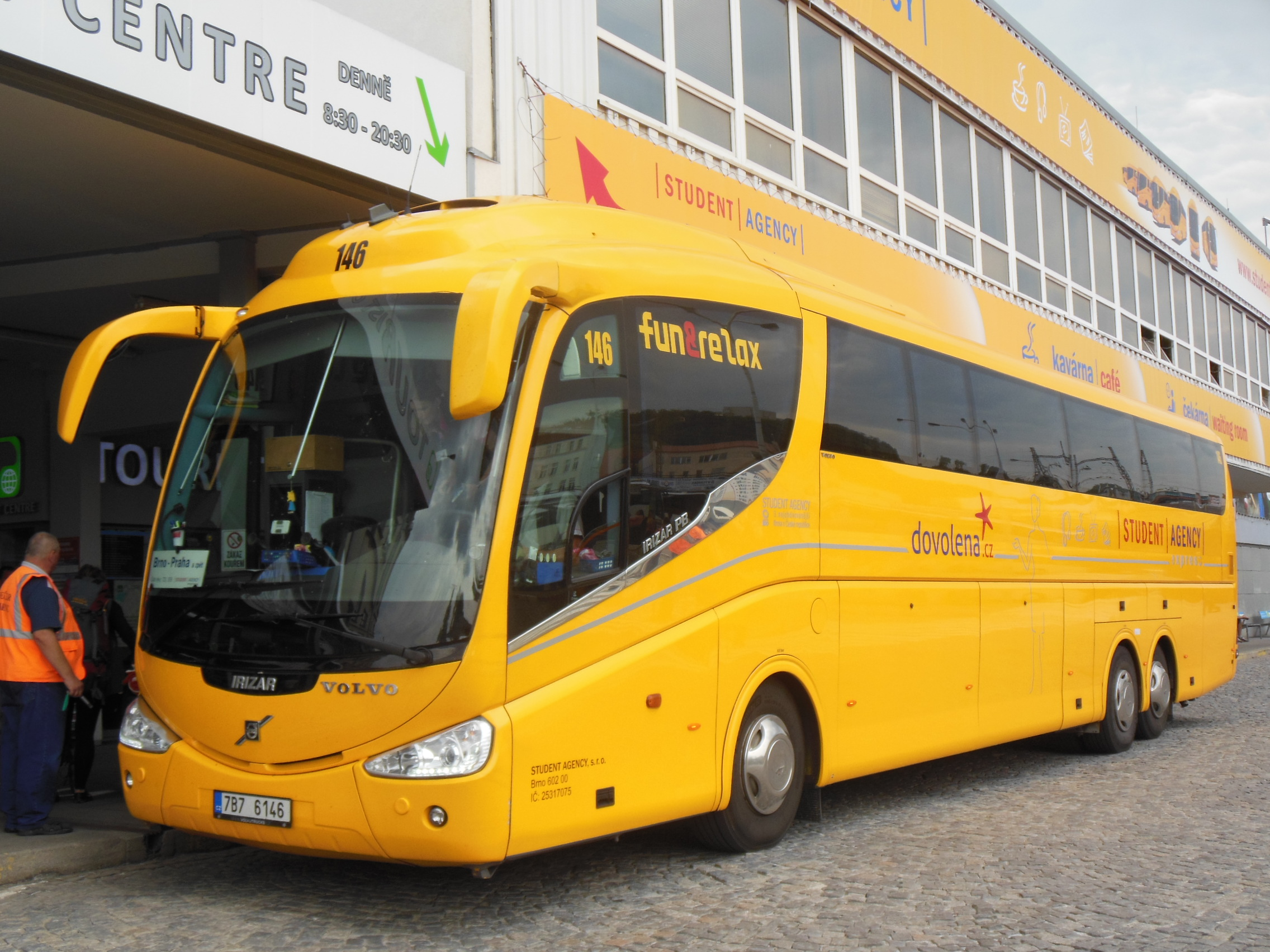
Autobus Student Agency - Irizar PB na podwoziu Volvo

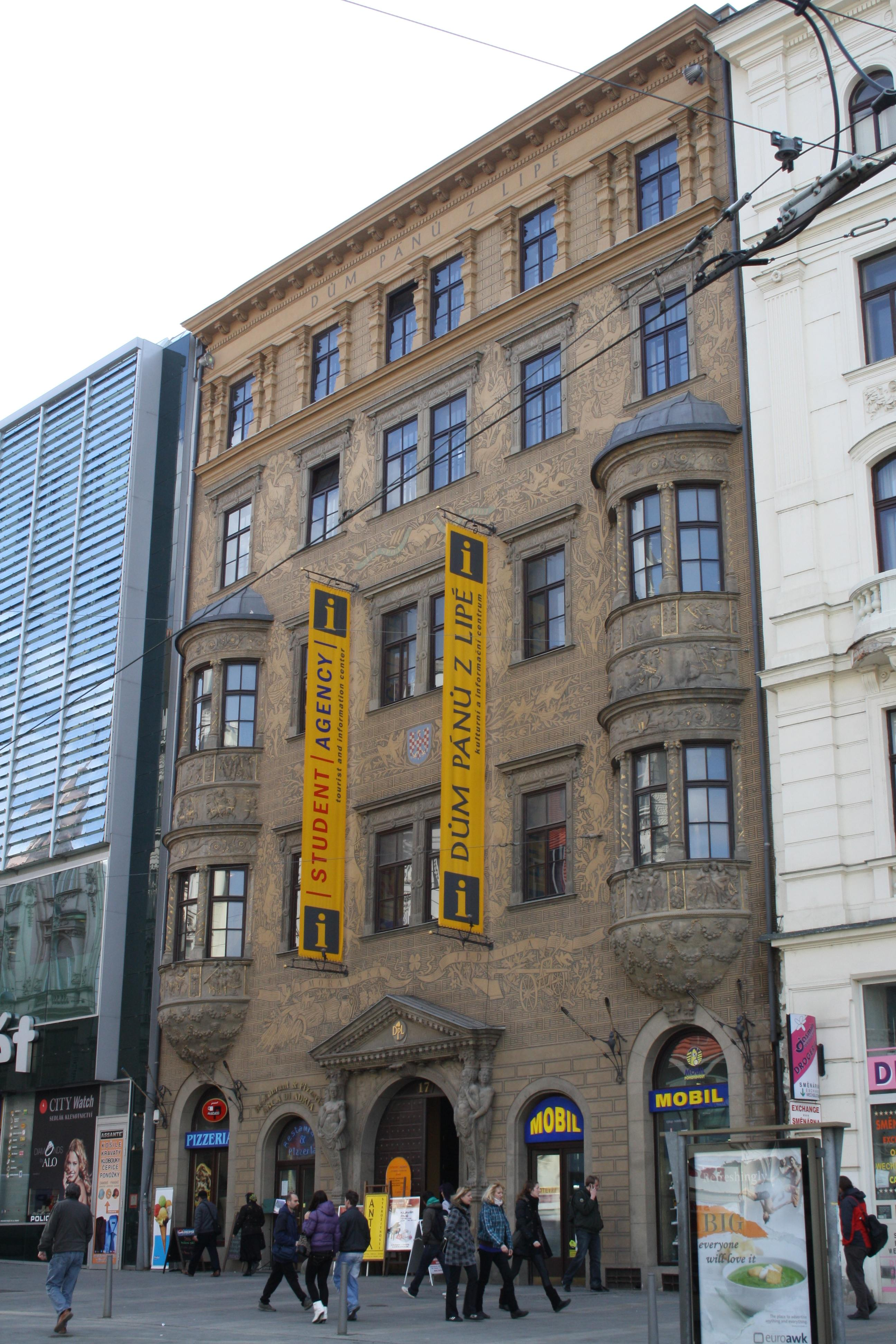
Siedziba Student Agency w Brnie

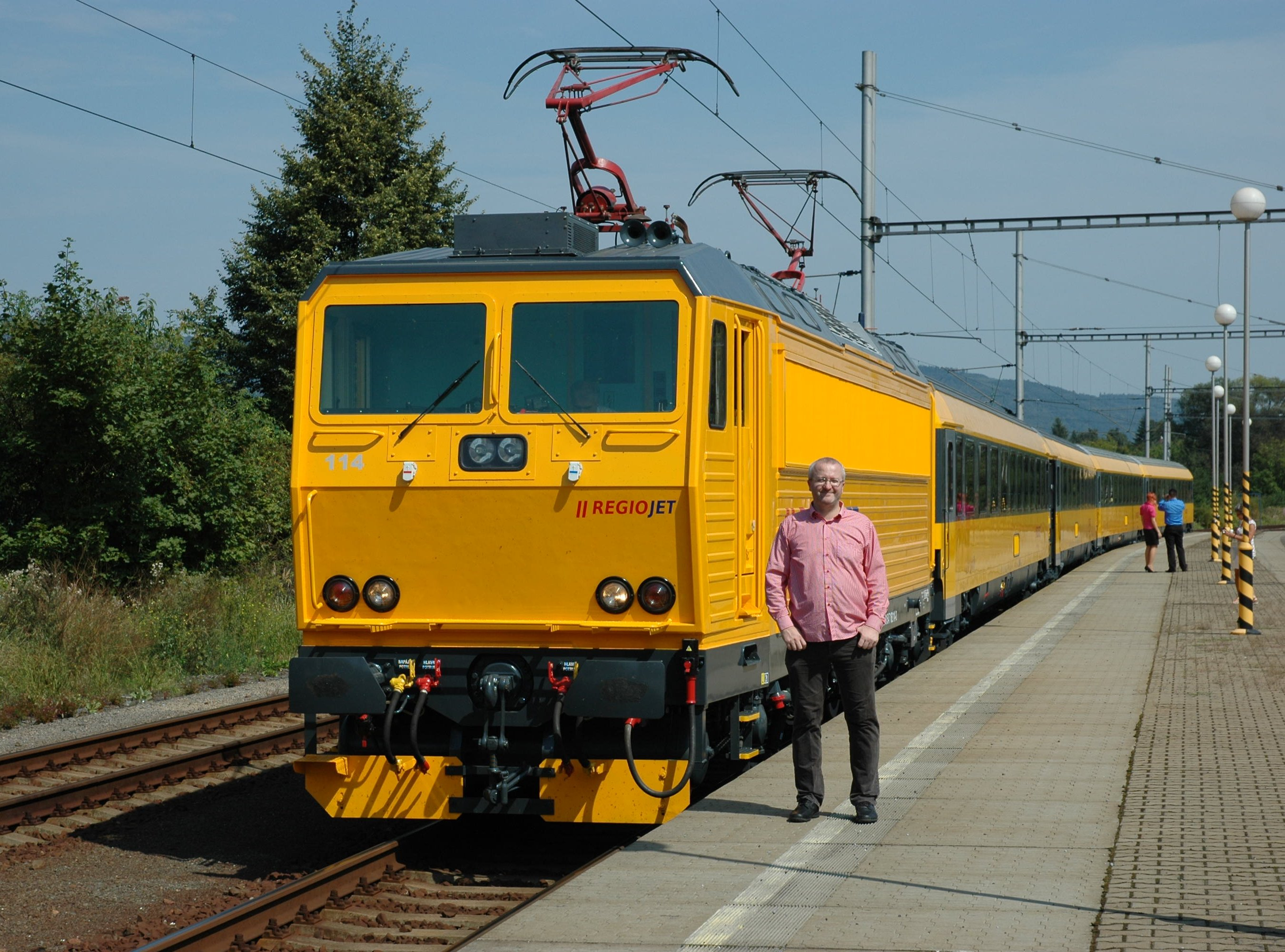
Pociąg RegioJet

Student Agency – czeski przewoźnik autokarowy w komunikacji krajowej i międzynarodowej, prowadzący również działalność jako biuro podróży i pośrednik w sprzedaży biletów lotniczych. Od 2009 r. jest głównym akcjonariuszem prywatnego przewoźnika kolejowego RegioJet operującego w Czechach i na Słowacji. Siedziba firmy mieści się w Brnie.

## Trasy międzynarodowe
Początkowo Student Agency oferowała tylko połączenia międzynarodowe do krajów europejskich, głównie Niemiec, Austrii i Szwajcarii. Obecnie siatka połączeń obejmuje Belgię, Danię, Francję, Holandię, Niemcy, Norwegię, Słowację, Szwajcarię, Szwecję, Węgry, Wielką Brytanię (tylko Londyn) i Włochy.
Spośród połączeń międzynarodowych najgęstsza sieć przystanków obejmuje Słowację (25 przystanków), a linie obsługują wszystkie większe miasta kraju. W ramach przewozów kolejowych pod marką RegioJet, początkowa trasa z Ostrawy do Pragi została wydłużona do słowackiej Żyliny. Od 4 marca 2012 r. RegioJet obsługuje również dotowane przez państwo połączenie Bratysława - Dunajská Streda - Komárno. Połączenie to realizowanej jest pociągami Bombardier Talent.
We współpracy z Deutsche Bahn realizowane są przewozowy na dwóch ekspresowych trasach z Pragi do Monachium i Norymbergi. Połączenie obsługują autokary w barwach DB, a rozkład jest skoordynowany z pociągami na docelowych niemieckich stacjach.

### Student Agency w Polsce
Od 2016 roku czeski przewoźnik obsługuje dwie trasy na rynku polskim:
- Praga – Hradec Králové – Náchod – Wrocław – Łódź – Warszawa (3x w tygodniu)
- Ostrawa – Katowice – Kraków (2x dziennie)

## Trasy krajowe
Student Agency rozpoczęło działalność jako przewoźnik autokarowy na liniach krajowych w Czechach od 2004 r. od połączenia Praga - Brno. Obecnie w ofercie znajduje się kilka połączeń głównie z Pragi do czeskich miast:
- Praga - Brno (od 5 stycznia 2004)
- Praga - Pilzno (od 7 listopada 2004)
- Praga - Liberec (od 1 lutego 2005)
- Praga - Ostrawa (od 9 stycznia 2006)
- Praga - Karlowe Wary (od 12 lutego 2007)
- Praga - Zlin (od 1 kwietnia 2007)
- Praga - Czeskie Budziejowice - Český Krumlov (od 17 marca 2008)
- Praga - Hradec Králové (od 2 listopada 2009)
- Karwina - Ostrawa - Brno (od 19 października 2011)

## Autokary
We flocie Student Agency znajduje się ok. 150 autobusów. Dawniej były to głównie pojazdy hiszpańskich firm Beulas i Ayats. Pojazdy te były jednak stopniowo wycofywane do 2016 roku. Aktualnie we flocie znajdują się autokary marki Irizar na podwoziach Volvo lub integralnych – modele PB (98 sztuk) oraz i8 (45). Dodatkowe dziewięć piętrowych autokarów typu Setra S431 DT pomalowanych jest w białe barwy Deutsche Bahn i obsługuje połączenia do Monachium i Norymbergi. Pozostałe mają charakterystyczną żółtą barwę. Na większości tras serwowane są ciepłe napoje, można również poczytać magazyny w języku czeskim.